# 베이징 환러구

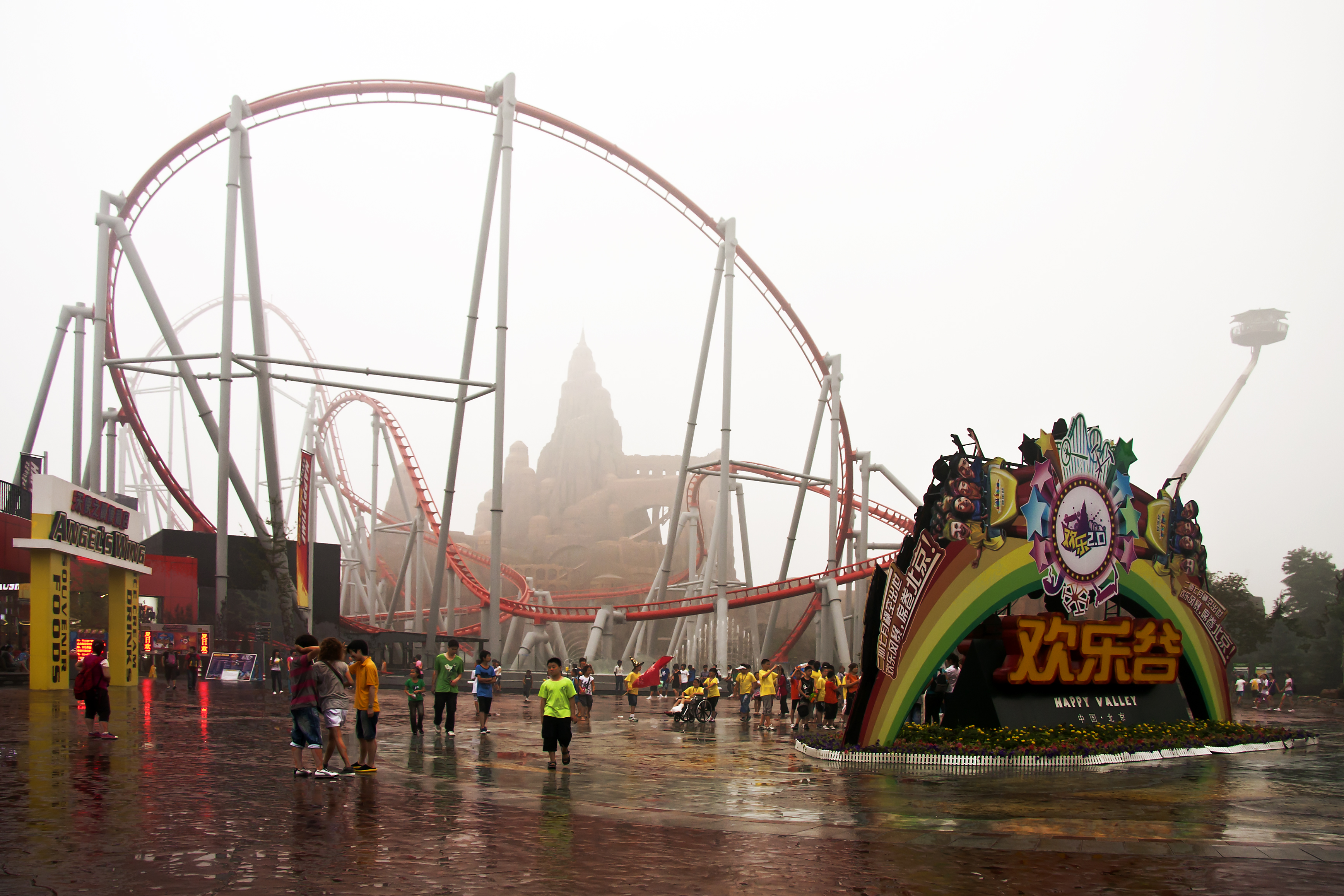

베이징 환러구(北京欢乐谷)는 베이징시 조양구 동사환에 위치한 생태가족놀이공원이다. 100만제곱미터의 부지에 협만산림, 아틀란티스, 실크로드, 애친강, 샹그릴라 등 총6개의구역으로 나누어져 있고 2006년 7월9일 개장했다 북경환러구에는 40개가넘는 오락시설,50개가넘는인문생태관, 10개가넘는예술관이 있고 각종편의시설이 최신식으로 구비되어있다. 환러구의영어이름은 Happy valley이다.

## 가격
1. 신장1.2m이하의 어린이나 만70세이상 노인 무료
2. 신장1.2~1.4m의 어린이나 만65세~만69세의 노인 절반가격
3. 65세이하 정가격
4. 표는 구입 후 7일내에 써야함

가격은 260이다. 한국처럼 입장료와 자유이용권이 따로있지 않고 표를 사면 환러구내의 모든시설을 무료로 이용할 수 있다.

## 운영시간
평일: 아침9시30분~저녁10시
주말: 아침9시~저녁10시